# Álvaro Martín (labdarúgó)
Álvaro Martín de Frías (Madrid, 2001. január 15. –) spanyol labdarúgó, a Real Madrid Castilla játékosa.

## Pályafutása
A Noblejas, a Getafe, a Real Madrid és a Rayo Vallecano korosztályos csapataiban nevelkedett 2017-ig, majd ekkor visszatért a Real Madrid akadémiájára. A 2019–2020-as szezonban megnyerték az UEFA Ifjúsági Ligát Raúl vezetésével. 2020 nyarán a Castilla keretébe került és 2022-ig kötöttek vele szerződést. Október 1-jén kölcsönbe került a horvát élvonalbeli HNK Šibenik csapatához egy szezonra. Két nappal később be is mutatkozott a bajnokságban az NK Osijek ellen 2–0-ra elvesztett mérkőzésen a 68. percben Emir Sahiti cseréjeként. Október 7-én a kupában is bemutatkozott kezdőként a Croatia Zmijavci ellen.

## Statisztika
2021. május 22-i állapotnak megfelelően.
| Klub        | Szezon   | Bajnokság | Bajnokság | Bajnokság | Kupa  | Kupa  | Ligakupa | Ligakupa | UEFA  | UEFA  | Egyéb | Egyéb | Összesen | Összesen |
| Klub        | Szezon   | Osztály   | Mérk.     | Gólok     | Mérk. | Gólok | Mérk.    | Gólok    | Mérk. | Gólok | Mérk. | Gólok | Mérk.    | Gólok    |
| ----------- | -------- | --------- | --------- | --------- | ----- | ----- | -------- | -------- | ----- | ----- | ----- | ----- | -------- | -------- |
| HNK Šibenik | 2020–21  | 1.HNL     | 23        | 0         | 2     | 0     | —        | —        | —     | —     | —     | —     | 25       | 0        |
| HNK Šibenik | Összesen | Összesen  | 23        | 0         | 2     | 0     | 0        | 0        | 0     | 0     | 0     | 0     | 25       | 0        |
| Összesen    | Összesen | Összesen  | 23        | 0         | 2     | 0     | 0        | 0        | 0     | 0     | 0     | 0     | 25       | 0        |

1. ↑  Magában foglalja a Bajnokok ligájában és az Európa-ligában való pályára lépeseit is.
2. ↑  Magában foglalja a Horvát szuperkupán való pályára lépeseit is.

## Sikerei, díjai
- Real Madrid U19
  - UEFA Ifjúsági Liga: 2019–20